# Daniel Mordzinski
Daniel Mordzinski, né en 1960 à Buenos Aires, est un photographe franco-argentin.
Surnommé le « photographe des écrivains », Daniel Mordzinski travaille depuis plus de trente ans dans la construction d’un « atlas humain » de la littérature ibéro-américaine. Cet artiste franco-argentin, ancré à Paris, a réalisé les portraits des protagonistes les plus éminents du monde des lettres hispaniques et il est devenu le meilleur complice de trois générations d’écrivains. Il est le photographe de nombreuses rencontres littéraires internationales.
En 2013, ses archives — représentant près de 50 000 photos et 27 ans de travail — sont mis à la poubelle par erreur au siège du journal Le Monde, provoquant une forte indignation.

## Derniers livres
- Nicaragua, tierra de creadores, Universidad de Veracruz, 2013
- Bogota39, Almadía, 2012
- Dernières nouvelles du Sud, avec Luis Sepúlveda, Métailié (France), Espasa (Espagne), Ediciones de la Flor (Argentine), 2012.
- Vivamérica, Casa de América. 2011
- Caleidoscopio, Páginas de Espuma, 2010.
- Portraits d’écrivains mexicains, Gallimard. 2009.
- La senda de los Moriscos, avec José Manuel Fajardo, Lunwerg. 2009
- Israël, terre d’écritures, Gallimard, 2009

## Dernières expositions
- Museo de Arte Moderno de Santo Domingo, Republique Dominicaine. 2013
- Museo de Arte Moderno de Bogotá, Colombie. 2013
- Instituto Cervantes de Atenas. Grèce. 2013
- Marie de Vincennes. Festival America. 2013
- La Usina de las Artes. Buenos Aires, Argentine. 2012
- Pinacoteca Diego Rivera, Xalapa. Mexique. 2012
- Museo Nacional de Brasilia. Brésil. 2012
- Galería Códice, Managua, Nicaragua. 2011
- Centro Cultural San Martín. Buenos Aires. Argentine. 2011
- Institutos Cervantes de Madrid, Londres, Lisbonne, Rabat, Manchester, Budapest, Francfurt, Tel Aviv, Milano, Palermo. (2009-2012)
- Centro Cultural Recoleta. Buenos Aires. Argentine. 2010
- Maison de l’Amérique Latine de Paris. 2010
- Iglesia de las Francesas. Valladolid. Espagne. 2010
- Museo de Ballajá. San Juan de Puerto Rico. 2010
- Instituto Francés de Madrid. Espagne. 2010
- Plaza de la Independencia en Santo Domingo. République Dominicaine. 2010